# Alive (제이민의 음반)
Alive는 대한민국 가수 제이민의 세 번째 한국 디지털 싱글이다. 2017년에 발매되었다. 타이틀곡은 <Alive>이다.

## 수록곡
1. Alive
2. Alive (Inst.)